# Dennis Blake
Dennis Blake (Dennis Anthony Blake; * 6. September 1970) ist ein ehemaliger jamaikanischer Sprinter, der sich auf den 400-Meter-Lauf spezialisiert hatte.
Bei den Olympischen Spielen 1992 in Barcelona erreichte er das Viertelfinale und schied in der 4-mal-400-Meter-Staffel im Vorlauf aus.
1993 gewann er Silber bei den Zentralamerika- und Karibikmeisterschaften. Bei den Weltmeisterschaften in Stuttgart kam er mit der jamaikanischen 4-mal-400-Meter-Stafette auf den siebten Platz.
Bei den Commonwealth Games 1994 in Victoria und bei den Panamerikanischen Spielen 1995 in Mar del Plata holte er mit der jamaikanischen Stafette jeweils Silber. Bei den Weltmeisterschaften 1995 in Göteborg und bei den Olympischen Spielen 1996 in Atlanta trug er mit Vorlaufeinsätzen zum Gewinn der Silber- bzw. Bronzemedaille für das jamaikanische Staffelteam bei.
Seine persönliche Bestzeit von 45,68 s stellte er am 18. Juni 2000 in Chapel Hill auf.